# Lidia Botezatu

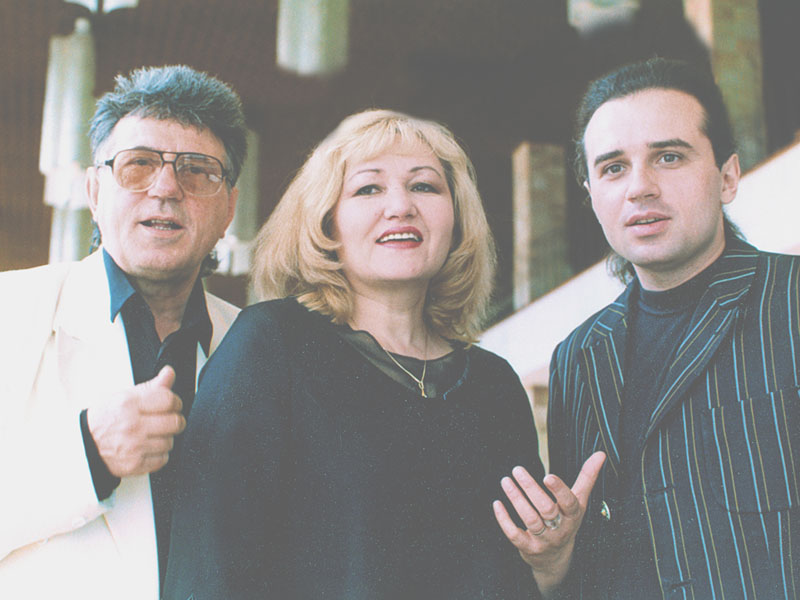
Lidia Botezatu cu soțul și fiul

Lidia Botezatu (n. 12 octombrie 1949, Hîncești, RSSM) este o interpretă de muzică ușoară din Republica Moldova.
A studiat la secția teoria muzicii din Școala de Muzica „Ștefan Neaga” din Chișinău între anii 1963 și 1967.
În ultimul său an de studii, Lidia Botezatu a fost invitată de Mihai Dolgan în formația de muzică ușoară „Noroc”, în componența căreia are o carieră muzicală de mai bine de 20 de ani. În 1970 și 1971 a cântat în formații din Tambov și, respectiv, Cerkasî. Printre cele mai celebre cântece ale sale se numără Frumoasa mea partie de Constantin Rusnac, De ce? de Petre Teodorovici, Bade Petre de Mihai Dolgan. Înregistra la casa de discuri „Melodia”.
Este căsătorită cu Mihai Dolgan din 1969, cu care a născut un singur fecior, Radu Dolgan, și el membru al formației „Noroc”. În martie 2008 a devenit văduvă, iar un an mai târziu a organizat un concert în memoria soțului.
În anul 1994, Lidia Botezatu primește titlul de „Maestru în Artă din Republica Moldova”. În 2012, prin decret prezidențial, este distinsă cu Ordinul Republicii, împreună cu Radu Dolgan.